# Spårvägen Simförening
Spårvägen Simförening grundades 1946 och ingår i Spårvägens Idrottsförening, som är en alliansförening med 16 olika sektioner. Idrottsverksamheten är förlagd till simbassänger i Vällingby, Beckomberga Spånga, Husby, Tensta och Nälsta (2015-2017)
Under 1990-talet erövrades totalt 456 medaljer vid nationella och internationella mästerskap.

## Internationella mästerskapssimmare
Damer
- Emma Igelström
- Johanna Sjöberg
- Louise Jöhncke
- Anneli Wennberg
- Ulrika Sandmark
- Carin Möller
- Stina Gardell
- Michelle Coleman
- Maja Reichard

Herrar
- Anders Holmertz
- Fredrik Letzler
- Stefan Nystrand